# Paser II (Virrey de Kush)
Paser fue un virrey de Kush de la dinastía XIX, durante el reinado de Ramsés II.
Era hijo de un tal Minmose, según la Gran Estela de Abu Simbel, único lugar en que se menciona su filiación. En el monumento de Imeneminet (conservado en el Museo Arqueológico Nacional de Nápoles) hay un grupo escultórico en el que Imeneminet menciona como familiares al "Hijo del Rey en Kush", hermano del "Jefe del Arco" Imeneminet y al "Primer Profeta de Min e Isis",  Minmose, hermano de su padre Unennefer. Es por tanto muy probable que este sacerdote de Min e Isis fuese el padre de Paser.
Los títulos de Paser II incluyen: "Supervisor de las Tierras del oro de Amón", "Hijo del rey en Kush", "Supervisor de las Tierras del Sur", "Supervisor de las Tierras de Amón en Ta-Set", "Supervisor de las Tierras del oro", "Aquel que habita en Pi-Ramses" y "Escriba del Faraón".

## Testimonios de su época
- El mencionado monumento de Imeneminet.[1]
- Una estatua en Abu Simbel.
- Tres estelas en Abu Simbel, que le representan como virrey.
- Una estela de Ja, hijo de Seba, de donación de tierras en Abu Simbel, en la que aparece ante Amón. La estela es un registro de una donación de tierras de Ja, hijo de Seba.[3]